# 남서부 지방 (북마케도니아)

남서부 지방의 위치

남서부 지방(마케도니아어: Југозападен регион)은 북마케도니아를 구성하는 8개의 통계 지방 가운데 하나로 면적은 3,280km2, 인구는 220,065명(2014년 기준), 인구 밀도는 67명/km2이다. 북마케도니아 서부에 위치한다.
서쪽으로는 알바니아와 국경을 접하며 북쪽으로는 폴로크 지방, 북동쪽으로는 스코페 지방, 동쪽으로는 바르다르 지방, 남쪽으로는 펠라고니아 지방과 접한다. 9개 지방 자치체(첸타르주파시, 데바르시, 데바르차시, 키체보시, 마케돈스키브로드시, 오흐리드시, 플라스니차시, 스트루가시, 베브차니시)가 이 지방에 속한다.